# Кондаду (Параиба)
Кондаду (порт. Condado) — муниципалитет в Бразилии, входит в штат Параиба. Составная часть мезорегиона Сертан штата Параиба. Входит в экономико-статистический микрорегион Соза. Население составляет 5827 человек на 2006 год. Занимает площадь 280,913 км². Плотность населения — 20,7 чел./км².

## Статистика
- Валовой внутренний продукт на 2003 год составляет 12 734 654,00 реалов (данные: Бразильский институт географии и статистики).
- Валовой внутренний продукт на душу населения на 2003 год составляет 2076,42 реалов (данные: Бразильский институт географии и статистики).
- Индекс развития человеческого потенциала на 2000 год составляет 0,603 (данные: Программа развития ООН).